# Batalla de Cumarebo (1823)
La Batalla de Cumarebo fue un enfrentamiento militar librado durante la campaña de Occidente, a fines de la Guerra de Independencia de Venezuela, ocurrido en 1823 entre fuerzas patriotas y realistas, finalizando con la victoria de las primeras.

## Historia
A mediados de 1823 las fuerzas republicanas lanzan una campaña para acabar con los últimos reductos monárquicos en la costa de la provincia de Coro, aprovechando que el grueso del ejército realista se encuentra en Maracaibo con el capitán general Francisco Tomás Morales. El coronel patriota Juan de los Reyes González consigue ocupar Coro el 1 de mayo, marcando la toma definitiva de la ciudad por los independentistas. Pero esa misma jornada se presenta el coronel realista Antonio Gómez con una columna de 600 enemigos que intentan asaltar el cuartel republicano en la plaza San Gabriel, pero son rechazados.
Al día siguiente Reyes González vuelve a vencerlo en Los Tanques, una llanura donde se había retirado su rival cerca de la ciudad. El coronel patriota ordenó al comandante Oberto flanquear la posición enemiga mientras que al teniente coronel Dolores Hernández avanzaba de frente con la infantería. Atacados por dos lados, unos pocos realistas lograron huir a Maracaibo.
Semanas más tarde, Reyes González siguió su avance hacia Cumarebo y venció al coronel Manuel Lorenzo el 6 de junio en lo que se considera «el último combate de infantería para la Independencia». Resultaron muertos 120 realistas y otros 20 fueron capturados; Lorenzo logró retirarse a Sasárida con 300 soldados. Desde ahí puso rumbo a Maracaibo, atravesando el lago homónimo y llegando a la ciudad por el norte. Tres días más tarde, Reyes González también derrotaba al capitán Juan Tello y se hace con el puerto de esa ciudad. En aquel combate, el coronel patriota dio muerte al capitán español Juan Pedro Urdaneta y a casi todos los 200 defensores. Apenas 5 escapan y son aniquiladas dos compañías de los batallones Leales Corianos y Vencedores.
El 16 de junio, el comandante Miguel Crespo toma la población de Punta de Palmas, en la costa oriental del Lago de Maracaibo. Poco después, el 3 de agosto, Morales se rendía en Maracaibo y el territorio quedaba completamente pacificado a excepción de pequeños alzamientos de indígenas en Paraguaná que desaparecieron por cuenta propia.